# Osceola (Nevada)
Osceola,é uma comunidade não incorporada e cidade fantasma no condado de White Pine, no estado do Nevada, nos Estados Unidos.Foi um campo mineiro rico em ouro.Fica localizada no Mt. Wheeler no norte do estado do Nevada.

## História
Foi descoberto ouro em Osceola em 1872. A água era abundante e o campo cresceu para 250 habitantes em 1874. Em 1877, foi descoberta uma segunda mina nas proximidades e as pessoas deslocaram-se para as planícies à volta de Osceola. A população de Osceola atingiu os 1.000 habitantes. A abundância de água transportada para a mina e as pepitas aí descobertas renderam um valor de 150.000 dólares. Brevemente, as minas esgotaram e a cidade tornou-se fantasma. 
A mina encerrou em 1900 e a população caiu de 1.500 habitantes para apenas 150. Um fogo na década de 1950 destruiu a maioria da cidade, permanecendo alguns edifícios e o cemitério.
O campo produziu aproximadamente 5 milhões de dólares em ouro, alguma prata, chumbo e tungsténio.
A cidade fica a oeste do Parque Nacional da Grande Bacia. Algumas atividades mineiras de pequena escala continuam na atualidade em Osceola. Hoje é propriedade privada.